# Кривонос, Александр Владимирович
Алекса́ндр Влади́мирович Кривоно́с (1923—1946) — гвардии старший лейтенант Советской Армии, участник Великой Отечественной войны, Герой Советского Союза (1944).

## Биография
Родился 15 декабря 1923 года в станице Брюховецкая (ныне — Краснодарский край). После окончания семи классов школы работал в городе Березники Пермской области.
В 1941 году был призван на службу в Рабоче-крестьянскую Красную Армию. С августа 1942 года — на фронтах Великой Отечественной войны. Принимал участие в боях под Сталинградом и на Курской дуге. К августу 1943 года сержант Александр Кривонос был снайпером 201-го стрелкового полка 84-й стрелковой дивизии 53-й армии 2-го Украинского фронта. Отличился во время Белгородско-Харьковской операции.
6 августа 1943 года в бою за деревню Алмазное Белгородского района Белгородской области первым в своём подразделении ворвался в немецкую траншею и уничтожил 5 солдат противника, а ещё 2 взял в плен. 12-18 августа, находясь во вражеском тылу, уничтожил 16 вражеских солдат и офицеров, ещё 5 взял в плен, а также уничтожил 2 автомашины. 18 августа 1943 года, атаковав противника с фланга в районе деревни Семёновка Дергачёвского района Харьковской области Украинской ССР, лично уничтожил 18 вражеских солдат. 22 августа во время боя за совхоз «Коммунар» в Харьковском районе, в одном бою уничтожил 77 вражеских солдат и офицеров. В тот же день в одном из дальнейших боёв он подорвал 5 немецких миномётов, а возвращаясь к своим, по пути уничтожил ещё 2 огневые точки.
Указом Президиума Верховного Совета СССР «О присвоении звания Героя Советского Союза офицерскому, сержантскому и рядовому составу Красной Армии» от 22 февраля 1944 года за «образцовое выполнение боевых заданий командования при форсировании реки Днепр, развитие боевых успехов на правом берегу реки и проявленные при этом отвагу и геройство» был удостоен высокого звания Героя Советского Союза с вручением ордена Ленина и медали «Золотая Звезда» за номером 2539.
В дальнейшем участвовал в освобождении Полтавы, форсировании Днепра, боях на кировоградском направлении. В 1944 году окончил армейские курсы младших лейтенантов и был назначен командиром взвода 97-й гвардейской отдельной разведывательной роты 94-й гвардейской стрелковой дивизии. Позже возглавил эту роту. Участвовал в Ясско-Кишинёвской и Висло-Одерской наступательных операциях.
Участвовал в освобождении Молдавской ССР, Румынии, Польши, боях в Германии.
В марте 1945 года был направлен офицером разведки в 1006-й стрелковый полк 266-й стрелковой дивизии. Лично разрабатывал разведывательные операции полка, неоднократно выполнял боевые задания по выявлению системы обороны противника, разведке пути продвижения подразделений. За мужество и героизм, проявленные в ходе Берлинской операции.
Был также награждён орденами Красного Знамени и Отечественной войны 1-й степени, рядом медалей.
В 1946 году был уволен в запас в звании гвардии старшего лейтенанта. Скоропостижно скончался 9 июля того же года.

## Память
- Имя Героя увековечено на мемориальной арке в Краснодаре.
- Имя Героя высечено золотыми буквами в зале Славы Центрального музея Великой Отечественной войны в Парке Победы города Москвы.
- На могиле героя установлен надгробный памятник.